# Anastasia Baranova
Pour les articles homonymes, voir Baranova.
Anastasia Baranova (née le 23 avril 1989 à Moscou, Russie) est une actrice russe.

## Biographie
Elle est notamment connue pour son rôle de Zoé dans Zoe Safari et Addison "Addy" Carver dans la série Z Nation.

## Filmographie

### Cinéma
- 2007 : Rise : Teen Girl
- 2014 : Mostly Ghostly : Ma goule chérie : Young Emma

### Télévision
| Année       | Titre            | Rôle                 | Épisode(s)  |
| ----------- | ---------------- | -------------------- | ----------- |
| 2002        | Lizzie McGuire   | Cara Gunther         |             |
| 2004        | Le Monde de Joan | une étudiante        |             |
| 2002–2004   | Zoé Safari       | Jennifer 'Zoé' Lauer | 26 épisodes |
| 2005        | Drake et Josh    | Yooka                |             |
| 2005        | Sept à la maison | Lizzie Wheeler       |             |
| 2005        | Veronica Mars    | Lizzie Manning       | 2 épisodes  |
| 2005        | Malcolm          | Sonja                |             |
| 2014 - 2018 | Z Nation         | Addison Grace Carver | 44 épisodes |